# Айргол Длиннорукий
Айргол Длиннорукий (валл. Aergol Lawhir; Айргол — вариант лат. имени Агрикола; 437—495 или 460—515 или 480—527 года) — король Диведа во второй половине V века и, возможно, в начале VI века.

## Биография
Айргол Длиннорукий был сыном Трифина или его сына Эохайда(род.ок.460), таким образом приходился первому внуком.
Возможно он родился в 460 году. Некоторые источники утверждают, что он родился около 480 года. Его двор располагался в Лис-Кастелле, недалеко от Дин-Биха.
Айргол был патроном церкви и покровительствовал святому Тейло (500-560). При дворе Айргола, находившемся в Лис-Кастелле, нашёл убежище его двоюродный брат Будик II, изгнанный из Бретани. Лис-Кастелл был также известен как Кастелл-Аргоел.
Айргол враждовал с Кинаном Вледигом, правителем Поуиса (Аврелий Конан?), (Кинген Достопамятный?), (Кинан ап Касанаут Вледиг ап Ридвед Врих ?). Армии двух королевств столкнулись в Криг-Диведе, в результате Аэрголу пришлось бежать.
В Книге Лландафа лица по имени Айргот, Аэргол фигурируют в качестве свидетелей двух хартий во времена епископов Аетана и Элвистла, совместно с королями Иддоном и Кинвином. Но рассматриваемая недвижимость находится в Долине Доре и вероятно указан другой человек по имени Айргол.
Гильда Премудрый характеризовал Айргола как хорошего и доброго короля. По одним свидетельствам, Айргол умер в 495 году и королём Диведа стал его сын Вортипор. По другой версии, он умер в 515 году, а Вортипор был сыном его сына. Либо же он умер в 527 году, а наследовал ему не старший сын, Эрбин, а второй — Вортипор.
Дэвид Нэш Форд катастрофически ошибается давая годы жизни Агриколе 437-495.